# Manuel da Luz Afonso
Coronel Manuel da Luz Afonso MPIH (Loulé, 31 de Janeiro de 1917 — 15 de Outubro de 2000) foi um dos treinadores da selecção portuguesa de futebol.

## Carreira
Dirigente desportivo com larga experiência - foi director do Departamento de Futebol do Benfica bicampeão europeu - aquando da sua chamada para liderar os destinos da selecção nacional (tomou posse do cargo a 26 de Setembro de 1964), procurou dar à equipa nacional êxitos compatíveis com o palmarés que as equipas de clubes entretanto conquistavam.
Tendo Otto Glória como treinador, Luz Afonso comandou os destinos da selecção a partir do tradicional Portugal-Espanha. O encontro, realizado no Porto, a 15 de Novembro de 1964, terminou com o triunfo nacional (2-1), marcando da melhor maneira (a Espanha acabara de se sagrar campeã europeia) a estreia da nova equipa técnica.
Depois veio a qualificação para a fase final do Mundial de 1966, composta por quatro vitórias, um empate e uma derrota (frente à Roménia, quando a qualificação já estava garantida).
Pelo meio da qualificação, Portugal averbou ainda um empate com o Brasil.
A preparação para o Inglaterra'66 foi composta por cinco jogos e outras tantas vitórias, como que anunciando a carreira na fase final. Aí, Portugal entrou com o pé direito e apenas veio a ser travado pela anfitriã Inglaterra, regressando os "Magriços"  com um inesquecível terceiro lugar. A missão de Manuel da Luz Afonso estava cumprida.
Continuaria como seleccionador, apenas por mais um encontro (um Portugal-Suécia, 1-2, disputado a 13 de Novembro de 1966).
O saldo da sua passagem pela selecção - 20 Jogos, 15 vitórias, dois empates e três derrotas - ainda hoje é o mais positivo de todos os seleccionadores nacionais.
A 19 de Dezembro de 1966 recebeu a Medalha de Prata da Ordem do Infante D. Henrique.
Era sogro de Simonetta Luz Afonso.